# Elva Margariti
Elva Margariti (nascida a 14 de junho de 1980) é uma política albanesa. Desde 17 de janeiro de  2019 que tem servido como Ministra da Cultura no segundo governo de Edi Rama.